# Alsey
Alsey es una villa ubicada en el condado de Scott en el estado estadounidense de Illinois. En el Censo de 2010 tenía una población de 227 habitantes y una densidad poblacional de 156,79 personas por km².

## Geografía
Alsey se encuentra ubicada en las coordenadas 39°33′34″N 90°26′1″O / 39.55944, -90.43361. Según la Oficina del Censo de los Estados Unidos, Alsey tiene una superficie total de 1.45 km², de la cual 1.42 km² corresponden a tierra firme y (1.79%) 0.03 km² es agua.

## Demografía
Según el censo de 2010, había 227 personas residiendo en Alsey. La densidad de población era de 156,79 hab./km². De los 227 habitantes, Alsey estaba compuesto por el 96.48% blancos, el 1.76% eran afroamericanos, el 0% eran amerindios, el 1.32% eran asiáticos, el 0% eran isleños del Pacífico, el 0% eran de otras razas y el 0.44% pertenecían a dos o más razas. Del total de la población el 3.08% eran hispanos o latinos de cualquier raza.